# Arianrhod
Arianrhod is een personage uit de vierde tak van de Mabinogi. Ze is de dochter van  Dôn en (volgens de Trioedd Ynys Prydein) Beli Mawr, de zuster van Gwydion en Gilvaethwy en de moeder van Dylan ail Don en Lleu Llaw Gyffes.

## Lleu
In Math zoon van Mathonwy moet zij over Math's toverstap stappen om te bewijzen dat ze nog maagd is, want Math zoekt een maagd om zijn voeten in haar schoot te kunnen leggen. Dat is voor hem een voorwaarde om te kunnen leven, tenzij hij in oorlog is. Ze laat daarbij een zoontje, Dylan, vallen en ook iets dat haar broer Gwydion snel in een kist verbergt aan het voeteneinde van zijn bed en opvoedt als hij de eerste schreeuw hoort. Als Gwydion met de vierjarige jongen aan haar hof verschijnt weigert ze hem een naam of wapens te geven. door een list slaagt Gwydion er in dat ze hem tóch bewapent en de naam Lleu Llaw Gyffes, Lleu Vaardige Hand, geeft. Later trouwt, sterft en staat Lleu op uit de dood en wordt koning van Gwynned in het noorden van Wales.